# Équipe du Liechtenstein de hockey sur glace
L'équipe du Liechtenstein de hockey sur glace est la sélection nationale du Liechtenstein regroupant les meilleurs joueurs liechtensteinois de hockey sur glace lors des compétitions internationales. L'équipe est sous la tutelle de la Fédération du Liechtenstein de hockey sur glace et n'est pas classée au classement IIHF en 2018.

## Historique
Le 4 octobre 2001, le Liechtenstein rejoint la Fédération internationale de hockey sur glace en tant que membre associé. 
Le 26 avril 2003, le Liechtenstein a joué son premier match international contre le Luxembourg à Kockelscheuer. Première défaite sur le score de 7 à 1. Le second match international des liechtensteinois se déroula, toujours contre le Luxembourg, le 10 mars 2007 à Widnau en Suisse.

## Résultats

### Jeux olympiques
- 1920-2022 - Ne participe pas

### Championnats du monde
- 1920-2023 - Ne participe pas

### Bilan des matchs internationaux
Au 12 avril 2010
| Équipe     | PJ | V | N | D | BP | BC | +/- |
| ---------- | -- | - | - | - | -- | -- | --- |
| Luxembourg | 2  | 0 | 0 | 2 | 3  | 11 | -8  |